# John Lefferts
John Lefferts (* 17. Dezember 1785 in Brooklyn, New York; † 18. September 1829 ebenda) war ein US-amerikanischer Politiker. Zwischen 1813 und 1815 vertrat er den Bundesstaat New York im US-Repräsentantenhaus.

## Werdegang
John Lefferts wurde ungefähr zwei Jahre nach dem Ende des Unabhängigkeitskrieges in Brooklyn geboren und wuchs dort auf. Er besuchte öffentliche Schulen. Über dies ist nichts weiteres aus seinem Privatleben bekannt. Politisch gehörte er der von Thomas Jefferson gegründeten Demokratisch-Republikanischen Partei an. Bei den Kongresswahlen des Jahres 1812 wurde Lefferts im ersten Wahlbezirk von New York in das US-Repräsentantenhaus in Washington, D.C. gewählt, wo er am 4. März 1813 die Nachfolge von Silas Wood antrat. Da er im Jahr 1814 auf eine erneute Kandidatur verzichtete, schied er nach dem 3. März 1815 aus dem Kongress aus. Lefferts saß zwischen 1820 und 1825 im Senat von New York. In dieser Zeit nahm er 1821 als Delegierter an der verfassunggebenden Versammlung von New York teil. Er starb am 18. September 1829 in Brooklyn und wurde auf dem Greenwood Cemetery beigesetzt.